# Liste des planètes mineures (533001-534000)
Voici la liste des planètes mineures numérotées de 533001 à 534000. Les planètes mineures sont numérotées lorsque leur orbite est confirmée, ce qui peut parfois se produire longtemps après leur découverte. Elles sont classées ici par leur numéro.

## Planètes mineures 533001 à 534000
- (533001) 2014 AJ7
- (533002) 2014 AV8
- (533003) 2014 AH13
- (533004) 2014 AJ13
- (533005) 2014 AZ15
- (533006) 2014 AP16
- (533007) 2014 AL19
- (533008) 2014 AM19
- (533009) 2014 AJ22
- (533010) 2014 AL22
- (533011) 2014 AY28
- (533012) 2014 AD29
- (533013) 2014 AG29
- (533014) 2014 AA32
- (533015) 2014 AD32
- (533016) 2014 AF32
- (533017) 2014 AL40
- (533018) 2014 AB42
- (533019) 2014 AK42
- (533020) 2014 AC44
- (533021) 2014 AZ47
- (533022) 2014 AD50
- (533023) 2014 AO51
- (533024) 2014 AP52
- (533025) 2014 AQ52
- (533026) 2014 AH53
- (533027) 2014 AY53
- (533028) 2014 AL55
- (533029) 2014 AX55
- (533030) 2014 AS56
- (533031) 2014 AY56
- (533032) 2014 AA57
- (533033) 2014 AB57
- (533034) 2014 AC57
- (533035) 2014 AD57
- (533036) 2014 AG57
- (533037) 2014 AX57
- (533038) 2014 AF58
- (533039) 2014 AM58
- (533040) 2014 AA59
- (533041) 2014 AD59
- (533042) 2014 AK59
- (533043) 2014 AN59
- (533044) 2014 AP59
- (533045) 2014 AY59
- (533046) 2014 AC60
- (533047) 2014 AH60
- (533048) 2014 AW60
- (533049) 2014 AB61
- (533050) 2014 AC61
- (533051) 2014 BD3
- (533052) 2014 BR9
- (533053) 2014 BC10
- (533054) 2014 BO11
- (533055) 2014 BM12
- (533056) 2014 BO14
- (533057) 2014 BE16
- (533058) 2014 BH16
- (533059) 2014 BN17
- (533060) 2014 BQ17
- (533061) 2014 BD19
- (533062) 2014 BC20
- (533063) 2014 BT20
- (533064) 2014 BP22
- (533065) 2014 BV23
- (533066) 2014 BD27
- (533067) 2014 BM28
- (533068) 2014 BJ29
- (533069) 2014 BQ31
- (533070) 2014 BQ32
- (533071) 2014 BA38
- (533072) 2014 BD41
- (533073) 2014 BL42
- (533074) 2014 BZ43
- (533075) 2014 BJ44
- (533076) 2014 BR45
- (533077) 2014 BZ46
- (533078) 2014 BD50
- (533079) 2014 BA54
- (533080) 2014 BF54
- (533081) 2014 BF58
- (533082) 2014 BB60
- (533083) 2014 BM60
- (533084) 2014 BB62
- (533085) 2014 BW64
- (533086) 2014 BE65
- (533087) 2014 BM65
- (533088) 2014 BW65
- (533089) 2014 BX65
- (533090) 2014 BY65
- (533091) 2014 BZ65
- (533092) 2014 BA66
- (533093) 2014 BB66
- (533094) 2014 BD66
- (533095) 2014 BP66
- (533096) 2014 BQ66
- (533097) 2014 BT66
- (533098) 2014 BV66
- (533099) 2014 BW66
- (533100) 2014 BC67
- (533101) 2014 BD67
- (533102) 2014 BA68
- (533103) 2014 BE68
- (533104) 2014 BM68
- (533105) 2014 BO68
- (533106) 2014 BR68
- (533107) 2014 BW68
- (533108) 2014 BY68
- (533109) 2014 BB69
- (533110) 2014 BD69
- (533111) 2014 BE69
- (533112) 2014 BX69
- (533113) 2014 BY69
- (533114) 2014 BA70
- (533115) 2014 CK1
- (533116) 2014 CQ5
- (533117) 2014 CU8
- (533118) 2014 CO9
- (533119) 2014 CX10
- (533120) 2014 CB12
- (533121) 2014 CO13
- (533122) 2014 CU16
- (533123) 2014 CV17
- (533124) 2014 CM18
- (533125) 2014 CS19
- (533126) 2014 CU23
- (533127) 2014 CF24
- (533128) 2014 CH24
- (533129) 2014 CJ24
- (533130) 2014 CM24
- (533131) 2014 CO24
- (533132) 2014 CV24
- (533133) 2014 CY24
- (533134) 2014 CZ24
- (533135) 2014 CU25
- (533136) 2014 CX25
- (533137) 2014 CB26
- (533138) 2014 CC26
- (533139) 2014 CK26
- (533140) 2014 CO26
- (533141) 2014 CU26
- (533142) 2014 CY26
- (533143) 2014 CR27
- (533144) 2014 CU27
- (533145) 2014 DP
- (533146) 2014 DD1
- (533147) 2014 DY2
- (533148) 2014 DK5
- (533149) 2014 DY7
- (533150) 2014 DM9
- (533151) 2014 DV9
- (533152) 2014 DE11
- (533153) 2014 DP12
- (533154) 2014 DQ12
- (533155) 2014 DL16
- (533156) 2014 DR16
- (533157) 2014 DR17
- (533158) 2014 DP19
- (533159) 2014 DZ21
- (533160) 2014 DE24
- (533161) 2014 DV28
- (533162) 2014 DW30
- (533163) 2014 DE31
- (533164) 2014 DG42
- (533165) 2014 DP45
- (533166) 2014 DL49
- (533167) 2014 DR49
- (533168) 2014 DV49
- (533169) 2014 DW49
- (533170) 2014 DQ52
- (533171) 2014 DL53
- (533172) 2014 DV54
- (533173) 2014 DU55
- (533174) 2014 DO57
- (533175) 2014 DR60
- (533176) 2014 DP66
- (533177) 2014 DV67
- (533178) 2014 DZ73
- (533179) 2014 DK78
- (533180) 2014 DP80
- (533181) 2014 DM82
- (533182) 2014 DV83
- (533183) 2014 DN84
- (533184) 2014 DY84
- (533185) 2014 DB85
- (533186) 2014 DM89
- (533187) 2014 DC90
- (533188) 2014 DW105
- (533189) 2014 DA107
- (533190) 2014 DE109
- (533191) 2014 DQ110
- (533192) 2014 DW112
- (533193) 2014 DL115
- (533194) 2014 DX115
- (533195) 2014 DK126
- (533196) 2014 DC128
- (533197) 2014 DP129
- (533198) 2014 DZ131
- (533199) 2014 DF135
- (533200) 2014 DW135
- (533201) 2014 DW138
- (533202) 2014 DW139
- (533203) 2014 DK141
- (533204) 2014 DT141
- (533205) 2014 DD143
- (533206) 2014 DE143
- (533207) 2014 DJ143
- (533208) 2014 DQ143
- (533209) 2014 DR143
- (533210) 2014 DT143
- (533211) 2014 DU143
- (533212) 2014 DZ143
- (533213) 2014 DS144
- (533214) 2014 DE145
- (533215) 2014 DR145
- (533216) 2014 DL146
- (533217) 2014 DM146
- (533218) 2014 DN146
- (533219) 2014 DP146
- (533220) 2014 DT146
- (533221) 2014 DU146
- (533222) 2014 DW146
- (533223) 2014 DX146
- (533224) 2014 DZ146
- (533225) 2014 DB147
- (533226) 2014 DE147
- (533227) 2014 DG147
- (533228) 2014 DR147
- (533229) 2014 DS147
- (533230) 2014 DT147
- (533231) 2014 DU147
- (533232) 2014 DX147
- (533233) 2014 DZ147
- (533234) 2014 DA148
- (533235) 2014 DB148
- (533236) 2014 DE148
- (533237) 2014 DN148
- (533238) 2014 DR148
- (533239) 2014 DY148
- (533240) 2014 DZ148
- (533241) 2014 DA149
- (533242) 2014 DB149
- (533243) 2014 DC149
- (533244) 2014 DE149
- (533245) 2014 DF149
- (533246) 2014 DN149
- (533247) 2014 DO149
- (533248) 2014 DU150
- (533249) 2014 DK151
- (533250) 2014 DO153
- (533251) 2014 DR153
- (533252) 2014 DH154
- (533253) 2014 DM154
- (533254) 2014 DC155
- (533255) 2014 DE155
- (533256) 2014 DP155
- (533257) 2014 DQ155
- (533258) 2014 DR155
- (533259) 2014 DS155
- (533260) 2014 DT155
- (533261) 2014 DU155
- (533262) 2014 DV155
- (533263) 2014 DX155
- (533264) 2014 DZ155
- (533265) 2014 DB156
- (533266) 2014 DC156
- (533267) 2014 EB3
- (533268) 2014 EW3
- (533269) 2014 EL4
- (533270) 2014 EA5
- (533271) 2014 EV9
- (533272) 2014 EY10
- (533273) 2014 ES13
- (533274) 2014 EX15
- (533275) 2014 EL20
- (533276) 2014 EW20
- (533277) 2014 EF22
- (533278) 2014 EZ22
- (533279) 2014 EF24
- (533280) 2014 EU24
- (533281) 2014 EP25
- (533282) 2014 EB29
- (533283) 2014 EK30
- (533284) 2014 ES31
- (533285) 2014 EB34
- (533286) 2014 EE40
- (533287) 2014 EY48
- (533288) 2014 EK52
- (533289) 2014 EL52
- (533290) 2014 EA59
- (533291) 2014 ET72
- (533292) 2014 EF96
- (533293) 2014 EE97
- (533294) 2014 EL98
- (533295) 2014 EX119
- (533296) 2014 EZ119
- (533297) 2014 ER133
- (533298) 2014 EZ145
- (533299) 2014 EE158
- (533300) 2014 EQ188
- (533301) 2014 EE189
- (533302) 2014 EU199
- (533303) 2014 EC207
- (533304) 2014 EC211
- (533305) 2014 EG224
- (533306) 2014 EJ247
- (533307) 2014 ET248
- (533308) 2014 EV248
- (533309) 2014 EZ248
- (533310) 2014 EF249
- (533311) 2014 EK249
- (533312) 2014 ET249
- (533313) 2014 EV249
- (533314) 2014 EW249
- (533315) 2014 EC250
- (533316) 2014 FL
- (533317) 2014 FQ
- (533318) 2014 FO1
- (533319) 2014 FD3
- (533320) 2014 FE3
- (533321) 2014 FV6
- (533322) 2014 FL7
- (533323) 2014 FN7
- (533324) 2014 FA10
- (533325) 2014 FN10
- (533326) 2014 FO20
- (533327) 2014 FW22
- (533328) 2014 FG23
- (533329) 2014 FC26
- (533330) 2014 FW29
- (533331) 2014 FE33
- (533332) 2014 FV33
- (533333) 2014 FC34
- (533334) 2014 FJ35
- (533335) 2014 FU35
- (533336) 2014 FY37
- (533337) 2014 FW40
- (533338) 2014 FK43
- (533339) 2014 FS43
- (533340) 2014 FV47
- (533341) 2014 FE57
- (533342) 2014 FK68
- (533343) 2014 FQ72
- (533344) 2014 FR72
- (533345) 2014 FT72
- (533346) 2014 FC73
- (533347) 2014 FS73
- (533348) 2014 FT73
- (533349) 2014 FU73
- (533350) 2014 FZ73
- (533351) 2014 FA74
- (533352) 2014 FB74
- (533353) 2014 FC74
- (533354) 2014 FD74
- (533355) 2014 FR74
- (533356) 2014 FY74
- (533357) 2014 FF75
- (533358) 2014 FR75
- (533359) 2014 FX75
- (533360) 2014 FZ75
- (533361) 2014 FA76
- (533362) 2014 FE76
- (533363) 2014 FF76
- (533364) 2014 FJ76
- (533365) 2014 FK76
- (533366) 2014 FU76
- (533367) 2014 FV76
- (533368) 2014 FW76
- (533369) 2014 GD
- (533370) 2014 GW1
- (533371) 2014 GG11
- (533372) 2014 GG17
- (533373) 2014 GW18
- (533374) 2014 GH19
- (533375) 2014 GA29
- (533376) 2014 GC29
- (533377) 2014 GW30
- (533378) 2014 GY30
- (533379) 2014 GP32
- (533380) 2014 GR33
- (533381) 2014 GX33
- (533382) 2014 GF34
- (533383) 2014 GP34
- (533384) 2014 GB35
- (533385) 2014 GT35
- (533386) 2014 GG37
- (533387) 2014 GX39
- (533388) 2014 GW44
- (533389) 2014 GW45
- (533390) 2014 GM46
- (533391) 2014 GO47
- (533392) 2014 GW47
- (533393) 2014 GX52
- (533394) 2014 GY52
- (533395) 2014 GF53
- (533396) 2014 GQ53
- (533397) 2014 GZ53
- (533398) 2014 GA54
- (533399) 2014 GQ54
- (533400) 2014 GZ54
- (533401) 2014 GD55
- (533402) 2014 GY55
- (533403) 2014 GF56
- (533404) 2014 GP56
- (533405) 2014 GQ56
- (533406) 2014 GQ57
- (533407) 2014 GS57
- (533408) 2014 GV57
- (533409) 2014 GW57
- (533410) 2014 GC58
- (533411) 2014 GR58
- (533412) 2014 GB59
- (533413) 2014 GC59
- (533414) 2014 GF59
- (533415) 2014 GN59
- (533416) 2014 GP59
- (533417) 2014 GT59
- (533418) 2014 GV59
- (533419) 2014 GF60
- (533420) 2014 GL60
- (533421) 2014 GH61
- (533422) 2014 GM61
- (533423) 2014 GN61
- (533424) 2014 GQ61
- (533425) 2014 GM62
- (533426) 2014 GX62
- (533427) 2014 GY62
- (533428) 2014 GC63
- (533429) 2014 GE63
- (533430) 2014 GG63
- (533431) 2014 GR63
- (533432) 2014 GZ63
- (533433) 2014 GA64
- (533434) 2014 GK64
- (533435) 2014 GW64
- (533436) 2014 GZ64
- (533437) 2014 GB65
- (533438) 2014 GC65
- (533439) 2014 HO1
- (533440) 2014 HQ2
- (533441) 2014 HX4
- (533442) 2014 HK6
- (533443) 2014 HT6
- (533444) 2014 HJ7
- (533445) 2014 HS7
- (533446) 2014 HX7
- (533447) 2014 HK12
- (533448) 2014 HM14
- (533449) 2014 HO14
- (533450) 2014 HP15
- (533451) 2014 HE16
- (533452) 2014 HG22
- (533453) 2014 HS24
- (533454) 2014 HY24
- (533455) 2014 HZ24
- (533456) 2014 HB25
- (533457) 2014 HK25
- (533458) 2014 HK27
- (533459) 2014 HM28
- (533460) 2014 HH29
- (533461) 2014 HX29
- (533462) 2014 HV35
- (533463) 2014 HB37
- (533464) 2014 HR43
- (533465) 2014 HP44
- (533466) 2014 HR45
- (533467) 2014 HQ46
- (533468) 2014 HM47
- (533469) 2014 HU51
- (533470) 2014 HD68
- (533471) 2014 HW72
- (533472) 2014 HU74
- (533473) 2014 HZ90
- (533474) 2014 HT96
- (533475) 2014 HM111
- (533476) 2014 HK122
- (533477) 2014 HW123
- (533478) 2014 HY132
- (533479) 2014 HE135
- (533480) 2014 HA139
- (533481) 2014 HM142
- (533482) 2014 HR153
- (533483) 2014 HQ155
- (533484) 2014 HD156
- (533485) 2014 HU156
- (533486) 2014 HZ156
- (533487) 2014 HT157
- (533488) 2014 HE163
- (533489) 2014 HN163
- (533490) 2014 HH168
- (533491) 2014 HJ168
- (533492) 2014 HR168
- (533493) 2014 HF173
- (533494) 2014 HH175
- (533495) 2014 HU177
- (533496) 2014 HK178
- (533497) 2014 HD179
- (533498) 2014 HT179
- (533499) 2014 HD182
- (533500) 2014 HY183
- (533501) 2014 HM185
- (533502) 2014 HN187
- (533503) 2014 HE190
- (533504) 2014 HF190
- (533505) 2014 HQ190
- (533506) 2014 HU199
- (533507) 2014 HV199
- (533508) 2014 HC200
- (533509) 2014 HL200
- (533510) 2014 HO200
- (533511) 2014 HF202
- (533512) 2014 HJ203
- (533513) 2014 HM203
- (533514) 2014 HN203
- (533515) 2014 HY203
- (533516) 2014 HH204
- (533517) 2014 HS204
- (533518) 2014 HH205
- (533519) 2014 HE207
- (533520) 2014 HM207
- (533521) 2014 HE211
- (533522) 2014 HF211
- (533523) 2014 JO
- (533524) 2014 JH5
- (533525) 2014 JN14
- (533526) 2014 JZ16
- (533527) 2014 JK19
- (533528) 2014 JH23
- (533529) 2014 JA25
- (533530) 2014 JQ26
- (533531) 2014 JM28
- (533532) 2014 JB30
- (533533) 2014 JU32
- (533534) 2014 JW37
- (533535) 2014 JO42
- (533536) 2014 JQ49
- (533537) 2014 JB50
- (533538) 2014 JH52
- (533539) 2014 JK53
- (533540) 2014 JO53
- (533541) 2014 JU54
- (533542) 2014 JA55
- (533543) 2014 JA56
- (533544) 2014 JK57
- (533545) 2014 JD58
- (533546) 2014 JF59
- (533547) 2014 JO59
- (533548) 2014 JO60
- (533549) 2014 JA61
- (533550) 2014 JA62
- (533551) 2014 JF63
- (533552) 2014 JO63
- (533553) 2014 JQ68
- (533554) 2014 JO70
- (533555) 2014 JA75
- (533556) 2014 JU75
- (533557) 2014 JJ78
- (533558) 2014 JW78
- (533559) 2014 JG80
- (533560) 2014 JM80
- (533561) 2014 JN80
- (533562) 2014 JQ80
- (533563) 2014 JW80
- (533564) 2014 JA81
- (533565) 2014 JL81
- (533566) 2014 JF83
- (533567) 2014 JA84
- (533568) 2014 JR84
- (533569) 2014 JU85
- (533570) 2014 JC86
- (533571) 2014 JO86
- (533572) 2014 JQ86
- (533573) 2014 JC87
- (533574) 2014 JE87
- (533575) 2014 JF87
- (533576) 2014 JG87
- (533577) 2014 JH87
- (533578) 2014 JJ87
- (533579) 2014 JH88
- (533580) 2014 JM88
- (533581) 2014 JG89
- (533582) 2014 JS89
- (533583) 2014 JA90
- (533584) 2014 JA91
- (533585) 2014 KX1
- (533586) 2014 KG4
- (533587) 2014 KS4
- (533588) 2014 KF8
- (533589) 2014 KU9
- (533590) 2014 KV13
- (533591) 2014 KQ17
- (533592) 2014 KP21
- (533593) 2014 KR21
- (533594) 2014 KS21
- (533595) 2014 KY21
- (533596) 2014 KJ22
- (533597) 2014 KK22
- (533598) 2014 KO22
- (533599) 2014 KE24
- (533600) 2014 KS27
- (533601) 2014 KX28
- (533602) 2014 KN29
- (533603) 2014 KY31
- (533604) 2014 KN32
- (533605) 2014 KU32
- (533606) 2014 KC33
- (533607) 2014 KO34
- (533608) 2014 KW35
- (533609) 2014 KS38
- (533610) 2014 KY39
- (533611) 2014 KR40
- (533612) 2014 KH41
- (533613) 2014 KD44
- (533614) 2014 KS44
- (533615) 2014 KU45
- (533616) 2014 KX45
- (533617) 2014 KX52
- (533618) 2014 KL62
- (533619) 2014 KU62
- (533620) 2014 KN68
- (533621) 2014 KK72
- (533622) 2014 KM73
- (533623) 2014 KK74
- (533624) 2014 KW74
- (533625) 2014 KZ74
- (533626) 2014 KJ78
- (533627) 2014 KQ78
- (533628) 2014 KU78
- (533629) 2014 KC79
- (533630) 2014 KG80
- (533631) 2014 KH80
- (533632) 2014 KL80
- (533633) 2014 KW81
- (533634) 2014 KW83
- (533635) 2014 KK84
- (533636) 2014 KF85
- (533637) 2014 KG85
- (533638) 2014 KT86
- (533639) 2014 KE89
- (533640) 2014 KY90
- (533641) 2014 KV92
- (533642) 2014 KP93
- (533643) 2014 KS94
- (533644) 2014 KR96
- (533645) 2014 KR100
- (533646) 2014 KN102
- (533647) 2014 KD104
- (533648) 2014 KO104
- (533649) 2014 KH105
- (533650) 2014 KN106
- (533651) 2014 KA107
- (533652) 2014 KJ107
- (533653) 2014 KX107
- (533654) 2014 KC109
- (533655) 2014 KT109
- (533656) 2014 KU109
- (533657) 2014 KX109
- (533658) 2014 KH110
- (533659) 2014 KY111
- (533660) 2014 KL112
- (533661) 2014 KX112
- (533662) 2014 KD113
- (533663) 2014 LZ
- (533664) 2014 LQ5
- (533665) 2014 LH9
- (533666) 2014 LV10
- (533667) 2014 LM15
- (533668) 2014 LW17
- (533669) 2014 LF18
- (533670) 2014 LA21
- (533671) 2014 LJ21
- (533672) 2014 LT23
- (533673) 2014 LB27
- (533674) 2014 LJ27
- (533675) 2014 LU27
- (533676) 2014 LS28
- (533677) 2014 LX28
- (533678) 2014 LG30
- (533679) 2014 LH30
- (533680) 2014 LJ30
- (533681) 2014 LL31
- (533682) 2014 LY31
- (533683) 2014 LF32
- (533684) 2014 LM32
- (533685) 2014 LT32
- (533686) 2014 MT2
- (533687) 2014 MK3
- (533688) 2014 MV7
- (533689) 2014 MG12
- (533690) 2014 MA14
- (533691) 2014 MF14
- (533692) 2014 MH17
- (533693) 2014 MX18
- (533694) 2014 MY20
- (533695) 2014 MK24
- (533696) 2014 MD31
- (533697) 2014 MR31
- (533698) 2014 MJ32
- (533699) 2014 MG39
- (533700) 2014 MT39
- (533701) 2014 MZ41
- (533702) 2014 MD53
- (533703) 2014 MG63
- (533704) 2014 MZ69
- (533705) 2014 MC72
- (533706) 2014 ML72
- (533707) 2014 MU78
- (533708) 2014 MW78
- (533709) 2014 NQ1
- (533710) 2014 NC2
- (533711) 2014 NA3
- (533712) 2014 NL3
- (533713) 2014 NU6
- (533714) 2014 NX7
- (533715) 2014 NE17
- (533716) 2014 NO28
- (533717) 2014 NT36
- (533718) 2014 NW37
- (533719) 2014 NH38
- (533720) 2014 NR45
- (533721) 2014 NT45
- (533722) 2014 NE52
- (533723) 2014 NG52
- (533724) 2014 NE55
- (533725) 2014 NS55
- (533726) 2014 NK59
- (533727) 2014 NZ59
- (533728) 2014 NJ61
- (533729) 2014 NX63
- (533730) 2014 NW67
- (533731) 2014 NY68
- (533732) 2014 NH69
- (533733) 2014 NA70
- (533734) 2014 NU70
- (533735) 2014 OB3
- (533736) 2014 OG3
- (533737) 2014 OB10
- (533738) 2014 OB16
- (533739) 2014 OB23
- (533740) 2014 OG23
- (533741) 2014 OL33
- (533742) 2014 OH34
- (533743) 2014 OV39
- (533744) 2014 OA40
- (533745) 2014 OG40
- (533746) 2014 OH44
- (533747) 2014 OG46
- (533748) 2014 OY46
- (533749) 2014 OV57
- (533750) 2014 OT64
- (533751) 2014 OR71
- (533752) 2014 OW71
- (533753) 2014 ON72
- (533754) 2014 OF85
- (533755) 2014 OD93
- (533756) 2014 OW94
- (533757) 2014 OG95
- (533758) 2014 OV95
- (533759) 2014 OQ96
- (533760) 2014 OJ97
- (533761) 2014 OV97
- (533762) 2014 OC98
- (533763) 2014 ON101
- (533764) 2014 OT101
- (533765) 2014 OW104
- (533766) 2014 OY104
- (533767) 2014 OE105
- (533768) 2014 OG106
- (533769) 2014 OP109
- (533770) 2014 OX125
- (533771) 2014 OF129
- (533772) 2014 OW130
- (533773) 2014 OH132
- (533774) 2014 OB133
- (533775) 2014 OJ140
- (533776) 2014 OD144
- (533777) 2014 OU144
- (533778) 2014 OA153
- (533779) 2014 OA156
- (533780) 2014 OM156
- (533781) 2014 OF158
- (533782) 2014 OL160
- (533783) 2014 ON162
- (533784) 2014 OD163
- (533785) 2014 OX169
- (533786) 2014 OO170
- (533787) 2014 OF174
- (533788) 2014 OT178
- (533789) 2014 OT180
- (533790) 2014 ON182
- (533791) 2014 OH184
- (533792) 2014 OP184
- (533793) 2014 OL185
- (533794) 2014 OY185
- (533795) 2014 OU187
- (533796) 2014 OW187
- (533797) 2014 OX188
- (533798) 2014 OB195
- (533799) 2014 ON195
- (533800) 2014 OX196
- (533801) 2014 OS197
- (533802) 2014 OX197
- (533803) 2014 OK198
- (533804) 2014 OR199
- (533805) 2014 OB200
- (533806) 2014 OR201
- (533807) 2014 OH203
- (533808) 2014 OP205
- (533809) 2014 OM208
- (533810) 2014 OU208
- (533811) 2014 OC212
- (533812) 2014 OB214
- (533813) 2014 OP219
- (533814) 2014 OE224
- (533815) 2014 ON225
- (533816) 2014 OC229
- (533817) 2014 OE230
- (533818) 2014 OL230
- (533819) 2014 OO230
- (533820) 2014 OA231
- (533821) 2014 OR232
- (533822) 2014 ON234
- (533823) 2014 OP240
- (533824) 2014 OZ242
- (533825) 2014 OR244
- (533826) 2014 OV254
- (533827) 2014 OU276
- (533828) 2014 OQ278
- (533829) 2014 OQ288
- (533830) 2014 OV288
- (533831) 2014 OY289
- (533832) 2014 OF293
- (533833) 2014 OH293
- (533834) 2014 ON294
- (533835) 2014 OR296
- (533836) 2014 OM297
- (533837) 2014 OJ299
- (533838) 2014 OK299
- (533839) 2014 OE307
- (533840) 2014 OH307
- (533841) 2014 OZ310
- (533842) 2014 OH314
- (533843) 2014 OW317
- (533844) 2014 ON326
- (533845) 2014 OA334
- (533846) 2014 OX334
- (533847) 2014 OF337
- (533848) 2014 OL337
- (533849) 2014 OH338
- (533850) 2014 OD339
- (533851) 2014 OP343
- (533852) 2014 OR343
- (533853) 2014 OW343
- (533854) 2014 OC352
- (533855) 2014 OT353
- (533856) 2014 OG357
- (533857) 2014 OA367
- (533858) 2014 OC367
- (533859) 2014 OC372
- (533860) 2014 OL375
- (533861) 2014 OY377
- (533862) 2014 OY378
- (533863) 2014 OP380
- (533864) 2014 ON381
- (533865) 2014 OS389
- (533866) 2014 OK391
- (533867) 2014 OY392
- (533868) 2014 OG394
- (533869) 2014 OX399
- (533870) 2014 OX400
- (533871) 2014 OG401
- (533872) 2014 OF402
- (533873) 2014 OH402
- (533874) 2014 OB404
- (533875) 2014 OE404
- (533876) 2014 OV404
- (533877) 2014 OW404
- (533878) 2014 OB407
- (533879) 2014 OT415
- (533880) 2014 OU415
- (533881) 2014 OW415
- (533882) 2014 PD2
- (533883) 2014 PZ6
- (533884) 2014 PP8
- (533885) 2014 PX9
- (533886) 2014 PK13
- (533887) 2014 PU14
- (533888) 2014 PD15
- (533889) 2014 PA16
- (533890) 2014 PX20
- (533891) 2014 PC21
- (533892) 2014 PK22
- (533893) 2014 PP25
- (533894) 2014 PM28
- (533895) 2014 PM32
- (533896) 2014 PE35
- (533897) 2014 PM35
- (533898) 2014 PW38
- (533899) 2014 PS39
- (533900) 2014 PC42
- (533901) 2014 PE42
- (533902) 2014 PS44
- (533903) 2014 PN47
- (533904) 2014 PG49
- (533905) 2014 PX49
- (533906) 2014 PZ50
- (533907) 2014 PW52
- (533908) 2014 PO55
- (533909) 2014 PV55
- (533910) 2014 PX55
- (533911) 2014 PM56
- (533912) 2014 PU57
- (533913) 2014 PO62
- (533914) 2014 PA63
- (533915) 2014 PN63
- (533916) 2014 PW63
- (533917) 2014 PA64
- (533918) 2014 PW65
- (533919) 2014 PY65
- (533920) 2014 PL66
- (533921) 2014 PC70
- (533922) 2014 PB72
- (533923) 2014 PW72
- (533924) 2014 PG74
- (533925) 2014 PK75
- (533926) 2014 PC78
- (533927) 2014 PK78
- (533928) 2014 PT78
- (533929) 2014 PG79
- (533930) 2014 PO79
- (533931) 2014 PN80
- (533932) 2014 PP80
- (533933) 2014 PJ82
- (533934) 2014 QT1
- (533935) 2014 QA4
- (533936) 2014 QP19
- (533937) 2014 QZ19
- (533938) 2014 QO22
- (533939) 2014 QV22
- (533940) 2014 QO23
- (533941) 2014 QO25
- (533942) 2014 QD26
- (533943) 2014 QV26
- (533944) 2014 QU27
- (533945) 2014 QS34
- (533946) 2014 QT34
- (533947) 2014 QL35
- (533948) 2014 QM36
- (533949) 2014 QT46
- (533950) 2014 QJ57
- (533951) 2014 QD60
- (533952) 2014 QJ93
- (533953) 2014 QW98
- (533954) 2014 QU108
- (533955) 2014 QX117
- (533956) 2014 QG127
- (533957) 2014 QQ128
- (533958) 2014 QU134
- (533959) 2014 QD135
- (533960) 2014 QS135
- (533961) 2014 QU135
- (533962) 2014 QD141
- (533963) 2014 QJ143
- (533964) 2014 QX147
- (533965) 2014 QE149
- (533966) 2014 QW151
- (533967) 2014 QV168
- (533968) 2014 QD171
- (533969) 2014 QL172
- (533970) 2014 QS172
- (533971) 2014 QH176
- (533972) 2014 QF177
- (533973) 2014 QF181
- (533974) 2014 QR186
- (533975) 2014 QN193
- (533976) 2014 QK213
- (533977) 2014 QA214
- (533978) 2014 QT221
- (533979) 2014 QR230
- (533980) 2014 QT231
- (533981) 2014 QG233
- (533982) 2014 QQ239
- (533983) 2014 QZ239
- (533984) 2014 QG241
- (533985) 2014 QT241
- (533986) 2014 QN242
- (533987) 2014 QZ243
- (533988) 2014 QA245
- (533989) 2014 QM253
- (533990) 2014 QX266
- (533991) 2014 QG267
- (533992) 2014 QL267
- (533993) 2014 QW268
- (533994) 2014 QX269
- (533995) 2014 QS274
- (533996) 2014 QC275
- (533997) 2014 QK280
- (533998) 2014 QQ280
- (533999) 2014 QA281
- (534000) 2014 QM281